# Вторая весна
«Вторая весна» — художественный фильм режиссёра Владимира Венгерова, снятый на киностудии «Ленфильм» в 1979 году.

## Сюжет
Фронтовые друзья во время тяжёлого боя дали друг другу клятву, что тот из них, кто останется в живых, будет продолжать дело погибшего. Михаил Нестеров (Анатолий Кузнецов) остался в живых и главным делом его жизни становится поиск месторождения ценной глины. Эти поиски начал его друг ещё до войны, в глухих таёжных местах. Евдокия Перевалова (Наталья Егорова) — вдова председателя, ушедшего на войну, решает помочь Нестерову добраться до тех глухих мест…

## В ролях
- Анатолий Кузнецов — Михаил Иванович Нестеров
- Наталья Егорова — Евдокия Трофимовна Перевалова
- Николай Рыбников — Фёдор Фролов, военком
- Татьяна Лаврова — Серафима Леонидовна, жена Нестерова
- Светлана Крючкова — Лида, жена погибшего фронтового друга
- Татьяна Голодович — Иришка, сестра Серафимы
- Елена Драпеко — Глаша
- Лариса Буркова — Аграфена, доярка
- Нина Мамаева — Меланья Антоновна, мать Лиды
- Вадим Медведев — Иван Гаврилович
- Николай Боярский — начальник геологической лаборатории
- Виктор Боков — балалаечник (исполнение частушек)
- Михаил Васильев — колхозник
- Любовь Малиновская — возница
- Валерий Кравченко — водитель-колхозник
- Ольга Малозёмова — мать Глаши
- Екатерина Мелентьева — Маргарита Дмитриевна, секретарь
- Алла Панова — любопытная военнослужащая
- Виктория Смоленская — Клавдия Сучкова
- Виктор Терехов — колхозник-инвалид
- Станислав Фесюнов — колхозник
- Виктор Чайников — отец Глаши
- Арина Рыбникова — девушка-водитель
- Лидия Штыкан — администратор в доме колхозника
- Игорь Боголюбов — Егор (нет в титрах)
- Владимир Волчик — старый тракторист (нет в титрах)

## Съёмочная группа
- Автор сценария: Феликс Миронер
- Режиссёр: Владимир Венгеров
- Оператор: Ростислав Давыдов
- Художник: Виктор Волин
- Композитор: Исаак Шварц
- Текст песни: Булат Окуджава
- Звукооператор: Элеонора Казанская
- Редактор: Светлана Пономаренко
- Ассистенты 
  - звукооператора: Оксана Стругина
  - оператора: В. Григорьев
  - режиссёра: Н. Седова
- Директор фильма: Николай Коломиец

## Песня
- Песня, которая звучит в начале и конце фильма в исполнении Марии Пахоменко, представляет собой изменённый вариант романса тех же авторов «Любовь и разлука», позднее исполненного Еленой Камбуровой в фильме «Нас венчали не в церкви» (1982 год).